# Joaquim Xavier Curado
Joaquim Xavier Curado IOA, Conde de São João das Duas Barras, (Pirenópolis, 2 de dezembro de 1746 — Rio de Janeiro, 15 de setembro de 1830) , cognominado “Criador do exército nacional” ou o “Comandante do exército da independência”, foi um militar, nobre e político brasileiro. Curado também é considerado uma figura central na política expansionista portuguesa nas regiões platinas, coordenando a "inteligência" do país europeu no Vice-Reino do Rio da Prata.

## Vida
Nascido na Freguesia da Meia Ponte, hoje Pirenópolis, filho de José Gomes Curado e de Dona Maria Josefa Pinheiro, numa família aristocrática, sendo descendente de ilustre personagens como Martim Afonso de Sousa, João Gonçalves da Câmara, e Martim Leme. órfão de pai, partiu ainda adolescente para o Rio de Janeiro, a fim de habilitar-se para ingressar na Universidade de Coimbra. Aos 21 anos, a convite do Conde da Cunha, deixou o seminário de São José, e ingressou no exército como soldado nobre. Encaminhou-se à fronteira sul junto à expedição do General João Henrique Böhn, com intuito de combater os invasores espanhóis.
Devido ao seu sucesso na expedição, foi recomendado pelo vice-rei Luiz de Vasconcelos e Sousa para substituí-lo no cargo em questão. Em 1797, foi introduzido pelo conde de Rezende ao dom Rodrigo de Souza Coutinho, sendo apresentado com ótimas referências. No último período do conde de Rezende no governo, foi nomeador Governador de Campos.
Durante uma viagem a Lisboa, teve seu navio aprisionado por uma embarcação francesa, e foi levado prisioneiro até a Baía de Biscaya. Voltou ao Rio de Janeiro em 1800. No mesmo ano, foi nomeado Governador Interino da Ilha de Santa Catarina, e recebeu as honras de coronel.
De lá, seguiu sua missão no Vice-Reino do Rio da Prata, onde permaneceu até 1820. Na volta ao Rio de Janeiro, foi nomeado Conselheiro de Guerra. Em 1822, comandou as tropas fiéis ao Imperador Dom Pedro I, vencendo as tropas rebeldes do General Jorge Avilez. Morreu em 15 de setembro de 1830, aos 83 anos, no Rio de Janeiro.Em 1869 seus restos mortais foram transferidos para um jazigo perpétuo no cemitério da Ordem de São Francisco de Paula pela as despesas de D.Pedro II.

## Carreira

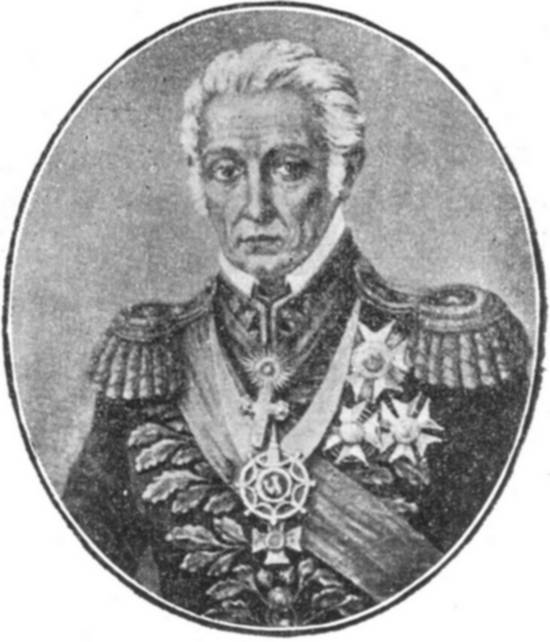
Gravura de Xavier Curado.

Em 1774, depois de receber a patente de alferes, marchou com o exército expedicionário para o Rio Grande do Sul, com a finalidade de expulsar os espanhóis que ocupavam parte do território, participando da guerra hispano-portuguesa de 1776-1777.
Terminada a campanha do sul, foi designado para defender os habitantes entre as capitanias de São Paulo e Minas Gerais, que sofriam com índios que saqueavam fazendas. Conseguiu controlar a guerra, e garantiu a ocupação permanente dos colonizadores. Foi nesse momento que se mostrou um bom estrategista militar.
Pelos bons serviços prestados, o vice-rei o louvou e agradeceu, em relatório de 20 de agosto de 1789, graduando-o no posto de tenente-coronel de infantaria. Em 1795 foi nomeado governador de Campos dos Goytacazes, cargo onde ficou até 1797.

### Governo de Santa Catarina (1800 - 1805)
Após o fim do mandato como Governador de Campos, seguiu para a Europa junto à corte de Lisboa. Durante a viagem, seu navio foi aprisionado por uma embarcação francesa, e, por ordens superiores, jogou toda a documentação que trazia consigo ao mar. Seguiu como prisioneiro até a Baía de Biscaya, onde foi por terra até Lisboa. Regressaria ao Rio de Janeiro apenas em 1800. No mesmo ano, foi nomeado Governador Interino da Ilha de Santa Catarina, tornando-se também Coronel.
A nomeação de Curado para a governança da província não foi por acaso. A proximidade de Santa Catarina com o Vice-Reino do Rio da Prata era de grande interesse para a Coroa Portuguesa, que desejava a ocupação e consequente anexação das províncias platinas. Para isso, o melhor nome seria o do Coronel Curado, pela experiência em conflitos e negociações. Desde que assumiu o cargo, Curado planejava a ocupação da região. Para isso, coordenou um trabalho secreto à respeito da capacidade militar do Vice-Reino do Rio da Prata, que continha uma investigação sobre o arsenal e contingentes militares do local.
O relatório proveniente da investigação secreta foi bastante minucioso, contendo informações como: plantas de fortalezas da região platina e quadros estatísticos do contingente espanhol na região.
Ainda em 1805, Xavier Curado retornou ao Rio de Janeiro após deixar o cargo em Santa Catarina, e solicitou sua reforma do exército, que lhe foi negada pelo vice-rei Marcos de Noronha, conde dos Arcos, que o promoveu a brigadeiro em 2 de junho de 1806.

### O Relatório de Curado
Em 1807, a primeira invasão francesa a Portugal, com ajuda da Espanha, ajudou ainda mais a Coroa Portuguesa à prosseguir com os planos de ocupação das províncias platinas, pois não causaria constrangimento, visto que a ação seria justificada como represália à política francesa e espanhola na Europa. Em 1808, com a nova invasão a Portugal, que obrigou a Família Real Portuguesa a se transferir para o Brasil, o plano foi ainda mais abraçado pela Coroa. A principal aliança de Portugal na incumbência foi com a Inglaterra. Os ingleses tinham interesses comerciais na América, e o Brasil, maior país da região, era o foco. Entretanto, o país entendia a importância das províncias platinas, principalmente no que tange o escoamento de produtos importados. Por isso, desejava a anexação da região do Rio da Prata pelo Brasil.
Os movimentos portugueses já pediam atenção por parte da Espanha. Tão logo soube da chegada da Corte Portuguesa ao Rio de Janeiro, a administração do Vice-Reino do Rio da Prata enviou um agente ao Rio Grande do Sul para que tomasse melhor conhecimento dos planos portugueses.
O plano luso-inglês deveria ser complementado logo após a chegada da Família Real ao Brasil. E as informações de Joaquim Xavier Curado davam a segurança para uma entrada no Vice-Reino do Rio da Prata. Tão logo a Corte se instalou no país, Dom Rodrigo de Sousa Coutinho, diplomata português, deu andamento ao plano. No primeiro momento, provavelmente seguindo instruções de Curado, buscou o convencimento das elites coloniais da anexação, além de tentar convencer as lideranças platinas das vantagens de se tornar parte do Brasil.
Após a tentativa pacífica de anexação, Dom Rodrigo de Sousa Coutinho resolve iniciar seus planos de ter uma política externa mais agressiva com a região platina. Dias após enviar uma carta às lideranças platinas sugerindo a anexação, ele resolve enviar Joaquim Xavier Curado novamente ao território espanhol.

### Volta ao Rio da Prata
Dom Rodrigo de Sousa Coutinho deu instruções bem específicas para a missão de Curado na região. Elas consistiam, primeiramente, em adentrar em Montevidéu e Buenos Aires sem levantar suspeitas, com suposto propósito de fazer negociações em nome de Portugal. A segunda era a de tentar convencer as lideranças de como uma anexação das províncias platinas seria benéfica para todas as partes envolvidas. E, por fim, que se examinasse como a opinião pública reagiria a uma entrega ao Governo Português, bem como as condições militares que gozavam os espanhóis.
Entretanto, alguns fatores começam a mudar a "missão Curado". Primeiro, é descoberto no Rio de Janeiro um oficial do exército espanhol tentando conseguir passaporte para Buenos Aires. Tratava-se do irmão de Santiago de Liniers, vice-rei de Buenos Aires. Tão logo a corte toma conhecimento da presença do oficial, é ordenado um mandato de prisão ao mesmo, e que este fosse levado ao palácio. Lá, Dom Rodrigo adota uma posição mais diplomática, deixando claro que visava a paz entre espanhóis e portugueses.
Porém, as lideranças espanholas já sabiam da presença de Xavier Curado em território platino, e enviam um ofício a corte criticando a "Missão Curado", lembrando que a presença do oficial não trazia contribuições à paz entre os dois países.
Mesmo assim, Dom Rodrigo segue agindo de maneiras diferentes para garantir a anexação. Pessoalmente, buscava o apoio de Santiago de Liniers para favorecer o plano português. Coutinho contava com a invasão francesa à Espanha para argumentar a força que o país teria perdido, e as eventuais consequências para as colônias. Por outro lado, se correspondia com Xavier Curado para garantir todas as providências necessárias para o sucesso da missão. O diplomata comenta sobre a presença do Conde de Liniers no Rio de Janeiro, e que tais situações seriam favoráveis às negociações de anexação.
Àquele momento, Curado se encontrava em Montevidéu. Entretanto, visando estreitar os laços com Santiago de Liniers, envia um ofício ao mesmo e ao governador de Montevidéu com pedido de permissão para ir a Buenos Aires. Em 26 de abril de 1808, Liniers acata a solicitação de entrada de Curado, e que lhe seria fornecido todo o necessário para o desembarque na cidade. Mesmo assim, a presença de Curado desperta suspeitas nas autoridades coloniais, que pedem explicações, prontamente respondidas de maneira a deixar claro que a missão de Curado se restringia a tratar sobre o comércio entre as duas nações.
Mesmo assim, as lideranças platenses se reúnem para discutir a provável ameaça luso-inglesa. A primeira medida é a de se descobrir as necessidades financeiras e militares para pedir ajuda à Espanha, ao Vice-Reino do Peru e outras províncias vizinhas. Os ofícios enviados tratam sobre a desconfiança que os líderes tinham não apenas na presença de Joaquim Xavier Curado, mas também no exercício diplomático de Dom Rodrigo de Sousa Coutinho. Termina-se ressaltando de que não haviam dúvidas que o o Governo Português tornara-se um inimigo declarado.
Logo da constatação do perigo que a Corte Portuguesa havia se tornado, os membros do governo de Buenos Aires ordenam que o Governador de Montevidéu detenha Joaquim Xavier Curado e, consequentemente, não permita sua ida à Buenos Aires. Além disso, ordena-se que algumas tropas invadam focos de estabelecimento português nas fronteiras platinas, principalmente na região do Rio Grande do Sul. A guerra estava praticamente iniciada.
A avaliação era de que as forças luso-inglesas não teriam força suficiente não apenas para uma ofensiva, mas também para manter uma guerra com a Espanha e suas colônias. Além disso, superestima-se o poderio espanhol, já que o país estava extremamente desgastado pelas invasões francesas e pela crise interna na Casa de Borbón. Além disso, o Vice-Reino do Peru e outros exércitos coloniais estavam extremamente desgastados pelas rebeliões indígenas na reunião, como a Revolta Túpac Amaru; logo, não poderiam ajudar numa guerra com Portugal.
Joaquim Xavier Curado permanecia próximo às fronteiras platinas, mas ainda não havia chegado a Montevidéu. Entretanto, após saber da condição do Conde de Liniers no Rio de Janeiro, Santiago de Liniers ordena que Curado fosse enviado diretamente para Buenos Aires. Liniers exige as credenciais do brigadeiro na condição de negociador do Governo Português, já sabendo que este não portava nenhum documento formal que provasse tal fato. Mesmo com Curado dizendo estar "legitimamente autorizado e instruído dos objetos de minha comissão; como Delegado do Goberno Portuguez", Liniers interpela o mesmo alegando que este não teria legítimos poderes para negociar. Sendo assim, é ordenado que Curado seja mantido na condição de refém, até a volta do Conde de Liniers ao vice-reino.
A falta de credenciais, que conotavam o fato de que o brigadeiro Curado não estaria numa missão oficial, portanto, desenvolvendo atividades clandestinas, causou uma crise diplomática entre Portugal e Espanha. Ao mesmo tempo, notícias provenientes do irmão de Santiago Liniers, preso no Rio de Janeiro, fizeram com que ele enviasse uma correspondência ao Brasil exigindo a libertação do familiar e criticando a presença de Joaquim Xavier Curado em território espanhol sem credencial. Mesmo assim, ele reitera os desejos de manter a paz com a Corte Portuguesa.
Mesmo assim, Dom Rodrigo de Sousa Coutinho resolve ter uma posição mais ofensiva, pedindo que Curado ordene ao Vice-Rei do Rio da Prata que entregue a guarda da margem setentrional do Rio da Prata ao controle português, já que tal medida seria indispensável para evitar que as tropas francesas desembarcassem no local e perturbassem a paz no Brasil. Curado recebe as ordens, e envia uma carta à Corte detalhando as condições para uma eventual invasão. O relatório conta que o Vice-Reino do Rio da Prata estaria numa espécie de "anarquia", visto que o poder espanhol na região sofria de crise de legitimidade perante o povo, principalmente em detrimento das invasões francesas à Espanha. Logo, o clima conturbado favoreceria os portugueses.
Curado ainda deixa claro a Dom Rodrigo que uma invasão com grande poderio bélico era a melhor estratégia, visto que uma eventual vantagem militar teria êxito. Sendo assim, sugere que se faça uma invasão, ou por assalto, ou por meio de bloqueio terrestre e marítimo. Logo, no fim de 1808, a legião de São Paulo é enviada em segredo para o Rio Grande do Sul.

#### Desgaste com Dona Carlota Joaquina
Curado continuava sua missão no Vice-Reino do Rio da Prata, mantendo a Corte informada sobre tudo que acontecia. O brigadeiro informou, por exemplo, a chegada de delegados franceses à região, que tinham a missão de informar Santiago de Liniers sobre a abdicação de Carlos IV em favorecimento à José Bonaparte. Com isso, as colônias deveriam também aclamá-lo rei. Entretanto, Fernando VII é proclamado rei, e os emissários franceses são expulsos.
No entanto, mesmo com o trabalho bem-feito no Rio da Prata, a descoberta da Missão Curado por parte dos espanhóis, com reação das províncias vizinhas, causou um desgaste ainda maior com Santiago Liniers e também com a Princesa Carlota Joaquina. Em carta endereçada a princesa, Liniers critica a atuação de Curado, que, além de estar sem credenciais, fazia propostas que não condiziam com uma missão de negociação. E, por esse fato, quase causara uma guerra.
Sendo assim, Dona Carlota envia uma carta ao marido, Dom João VI, dizendo que a "Missão Curado" violava as leis espanholas e que ele deveria ordenar que o brigadeiro fosse expulso da região platina. Além disso, ela ressalta que as negociações deveriam ser feitas diretamente entre as duas cortes, se intermédio de oficiais.

### Mudanças de planos na região platina e o futuro de Curado
Com a queda da monarquia espanhola e a chegada do Almirante Sidney Smith ao Rio de Janeiro, os planos luso-ingleses para o Rio da Prata são alterados. Primeiramente, porque na guerra de libertação contra Napoleão, Inglaterra e Espanha haviam se unido. Logo, qualquer plano de invasão militar em território espanhol por parte dos ingleses deveria ser deixado de lado. Além disso, a Inglaterra já começava a pensar na independência das colônias espanholas como o meio mais vantajoso para o comércio britânico. E, por fim, com a a fidelidade à Fernando VII, jurada por todas as colônias espanholas, a invasão teria que acontecer necessariamente por vias militares, como Joaquim Xavier Curado havia antecipado anteriormente. E como a Inglaterra não poderia intervir militarmente na região devido ao acordo feito, Portugal estaria sozinha na empreitada.
Entretanto, tanto Inglaterra quanto Portugal ainda desejavam ter influência nas províncias platinas. Para isso, o Almirante Sidney Smith, comandante da frota naval britânica, arquitetou um plano que envolvia Carlota Joaquina. Ele consistia em transformar a infanta da Espanha em Regente. À princípio, a ideia desagrada ao gabinete português, mas a chance de ter domínio sobre o Vice-Reino do Rio da Prata e toda a América Espanhola, numa espécie de nova União Ibérica, fez com que Dom Rodrigo de Sousa Coutinho levasse o assunto adiante.
Sendo assim, Dom Rodrigo solicita ao Duque de Palmela que fizesse o possível em favor da indicação de Dona Carlota Joaquina à regência da Espanha. Ele ainda contava com o apoio de parte da nobreza espanhola, que era favorável a indicação. Mas, a intenção não era que Dona Carlota governasse. Sendo assim, ele começa a trabalhar pelo nome do primo da princesa, Dom Pedro Carlos. Visando colocar seu nome no pleito pela regência espanhola, articulou o casamento com a filha de Dona Carlota, Maria Teresa de Bragança.

Mesmo assim, a ideia não agradou a todos. O embaixador inglês, Lord Strangford, foi veementemente contra por acreditar que a posição de Carlota Joaquina era desfavorável aos interesses ingleses. Strangford ainda trabalhou para demover de vez a ideia de invasão ao Vice-Reino do Rio da Prata.

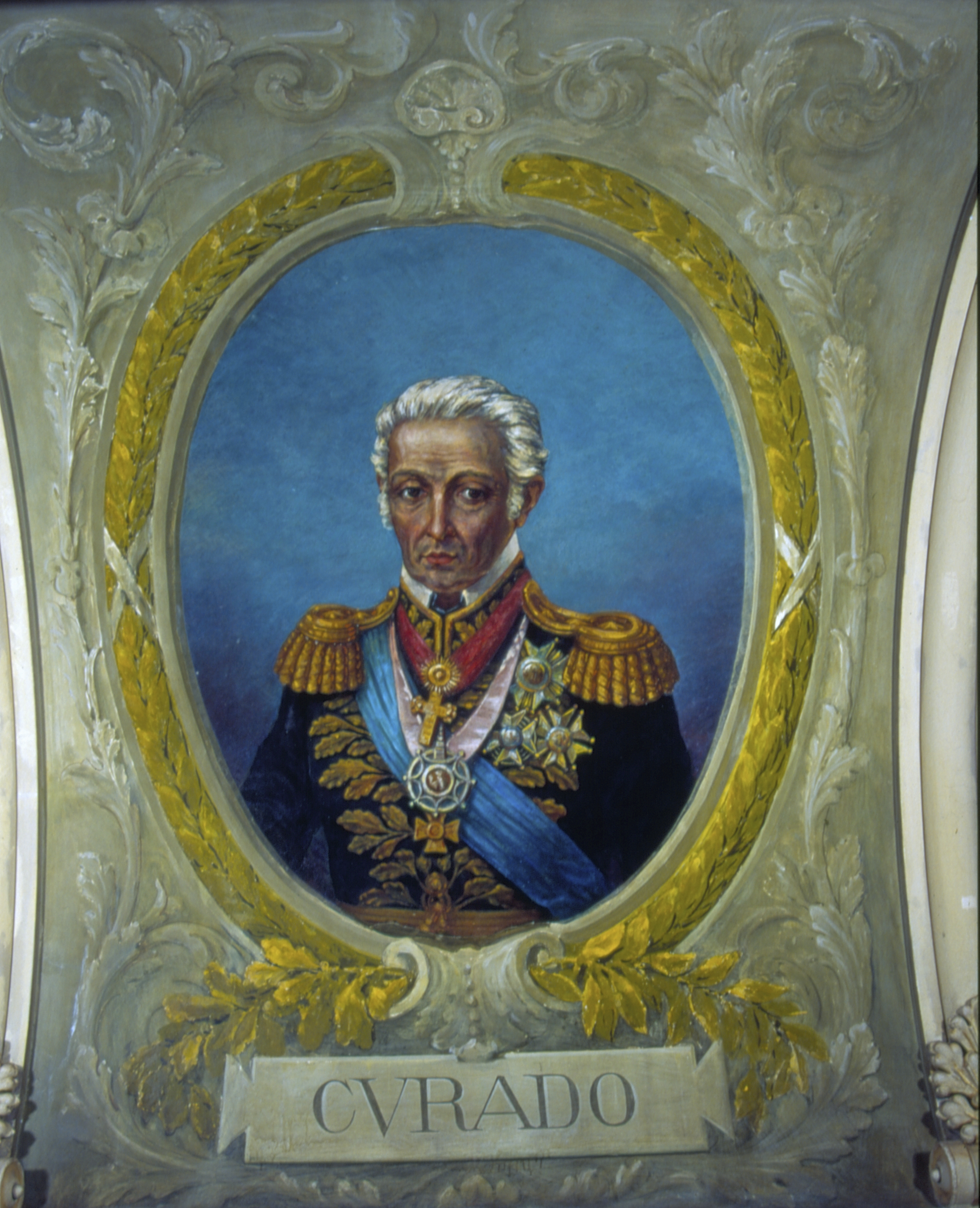
Afresco por Domenico Failutti no Museu Ipiranga, SP

Tempos depois, Dom João VI teria a certeza de que a Inglaterra não fazia mais questão pela parceria com Portugal, e que o país trabalhava pela independência das províncias espanholas. Mesmo assim, Dom Rodrigo de Sousa Coutinho continuava com o desejo de anexar a região platina, e fez com que Joaquim Xavier Curado continuasse na fronteira, informando-o sobre tudo que ocorresse no local. Curado ainda pede ao governador da capitania do Rio Grande que vigiasse os espanhóis e tivesse uma tropa pronta para batalha caso a política exterior dos países mudasse. Coutinho, numa outra correspondência, pede atenção com as atitudes do Governador de Montevidéu e que o brigadeiro faça com que este "comprove sua honra e fidelidade".
Após a revolução de Maio de 1810, Curado é enviado para o Rio Grande do Sul, liderando uma das colunas do exército, à serviço de Dom Diogo de Souza. A tarefa deles era, ainda, a de conquistar a Banda Oriental. Com a fidelidade de Buenos Aires e Montevidéu ao governo espanhol, a dissidência sobre qual postura tomar em relação as províncias platinas acalorava a política brasileira. Três correntes continuavam a dominar a corte: a de Dom Rodrigo, que ainda defendia a invasão militar; de Dona Carlota, que desejava a regência da Espanha e suas colônias; e de Lord Strangford, que mantinha sua posição de apoiar a independência em relação à Espanha. As divergências entre as três tendências fizeram com que a política luso-brasileira nas províncias platinas ficasse estagnada.
Graças ao sucesso da empreitada com Dom Diogo de Souza, Curado foi promovido ao posto de tenente-general, em 13 de maio de 1813.
Entre os anos de 1815 a 1820 participou da Guerra contra Artigas, militar uruguaio que entrou em guerra contra o exército luso-brasileiro que invadira a Banda Oriental. Na batalha de Catalán, em 1817, Xavier Curado foi agraciado com a comenda da Torre e Espada, pelos atos de bravura no posto de 2º comandante do exército. Foi o único dos que não acompanharam D. João VI de Portugal para o Brasil condecorado com esta distinção.
Como o Marquês de Alegrete, comandante supremo do Exército no Sul, afastara-se da luta, assumiu o comando e estabeleceu seu quartel nas imediações do Passo-do-Lageado, onde lhe chegou às mãos o diploma de comendador da Torre e Espada, Lealdade e Mérito, conferido por D. João VI.

### Curado e a independência do Brasil
Curado permanece na zona fronteiriça até 1820, quando volta ao Rio de Janeiro e é nomeado Conselheiro de Guerra. Em 1822, comandou as tropas fiéis a Dom Pedro I na batalha com as forças do General Jorge de Avilez. Organizando uma tropa de seis mil soldados, deu sustentação ao Dia do Fico, sendo por isso agraciado, das mãos de D. Pedro I, com os títulos de barão com grandeza e conde de São João das Duas Barras, em 20 de outubro de 1825 e 7 de setembro de 1826.
Em 1822 foi nomeado por D. Pedro l como Governador das Armas, ficou no cargo até 1828. Foi o representante de Santa Catarina no Conselho dos Procuradores das Províncias, de 3 de julho de 1822 a 20 de outubro de 1823.

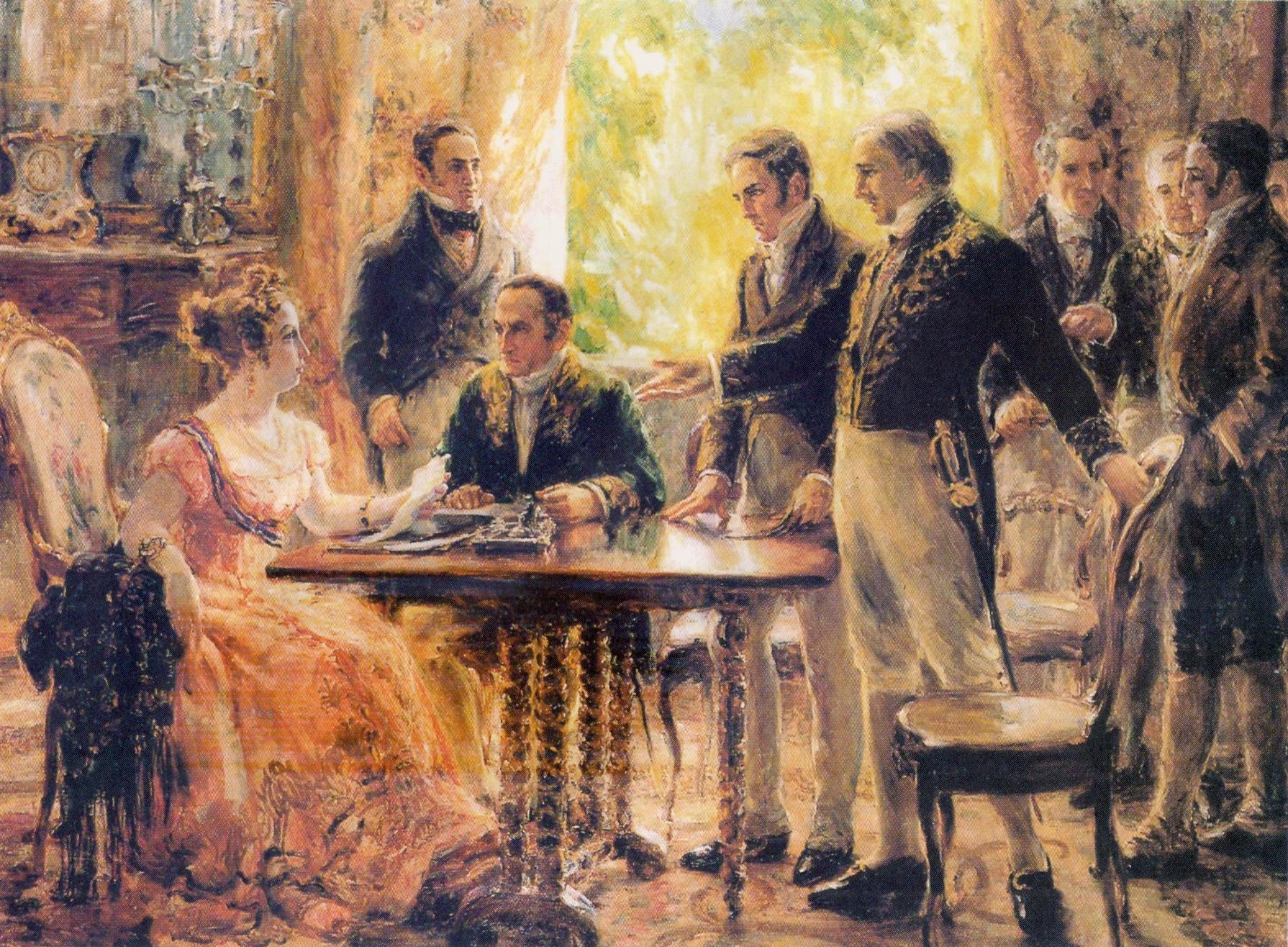
Retrato de uma reunião do Conselho com a princesa Maria Leopoldina em 2 de setembro de 1822.

Em 15 de setembro de 1830, Joaquim Xavier Curado morre no Rio de Janeiro, sem ter visto a expansão portuguesa até a Banda Oriental do Rio da Prata. O projeto seria continuado no Brasil Império, com as guerras cisplatinas e a Guerra do Paraguai.

## Títulos e Honras

### Títulos de Nobreza:
- Barão com grandeza de São João das Duas Barras em 20 de outubro, 1825.[3]
- Conde de São João das Duas Barras em 7 de setembro de 1826.[3]

### Honras do Brasil:
- Comendador da Imperial Ordem de São Bento de Avis.[3]
- Grão-cruz da Imperial Ordem do Cruzeiro.[3]

### Honras de Portugal:
- Comendador da Ordem Militar da Torre e Espada, do Valor, Lealdade e Mérito.[3]

## Inscrição no Livro dos Heróis da Pátria
Em 2006 o deputado Leandro Vilela, do PMDB de Goiás, apresentou Projeto de Lei nº 6 917/06, para inscrever o nome do general Xavier Curado no Livro dos Heróis da Pátria, projeto que ainda encontra-se em tramitação.